# Championnat du Zimbabwe de football 2004
Navigation
Saison suivante Saison suivante
La saison 2004 du Championnat du Zimbabwe de football est la quarante-deuxième édition de la première division professionnelle au Zimbabwe à poule unique, la National Premier Soccer League. Seize clubs prennent part au championnat qui prend la forme d'une poule unique où toutes les équipes se rencontrent deux fois au cours de la saison. En fin de saison, les trois derniers du classement sont directement relégués et remplacés par les trois meilleurs clubs de Division One.
C'est le club de CAPS United qui termine en tête du classement final, avec quinze points d'avance sur les Highlanders FC et vingt-huit sur Shabanie Mine. C'est le 3e titre de champion du Zimbabwe de l'histoire du club, le premier depuis huit saisons. Le club réalise même le doublé en s'imposant en finale de la Coupe du Zimbabwe face au Wankie FC.

## Les clubs participants
| - Motor Action FC - CAPS United - Black Rhinos - Zimbabwe Saints - Promu de Division II - Njube Sundowns - Lancashire Steel FC - Wankie FC - Railstars Gwanda United - Promu de Division II | - Highlanders FC - Dynamos FC Harare - AmaZulu FC - Masvingo United - Promu de Division II - Shabanie Mine - Eiffel Flats FC - Promu de Division II - Sporting Lions FC - Kwekwe Cables - Promu de Division II |

## Compétition
Le barème de points servant à établir le classement se décompose ainsi :
- Victoire : 3 points
- Match nul : 1 point
- Défaite : 0 point

### Classement
| Rang | Équipe                    | Pts | J  | G  | N  | P  | Bp | Bc | Diff |
| ---- | ------------------------- | --- | -- | -- | -- | -- | -- | -- | ---- |
| 1    | CAPS United C             | 79  | 30 | 25 | 4  | 1  | 71 | 19 | +52  |
| 2    | Highlanders FC            | 64  | 30 | 19 | 7  | 4  | 46 | 21 | +25  |
| 3    | Shabanie Mine FC          | 51  | 30 | 15 | 6  | 9  | 53 | 38 | +15  |
| 4    | AmaZulu FC T              | 47  | 30 | 14 | 5  | 11 | 52 | 47 | +5   |
| 5    | Motor Action FC           | 45  | 30 | 12 | 9  | 9  | 41 | 28 | +13  |
| 6    | Dynamos FC Harare         | 43  | 30 | 10 | 13 | 7  | 40 | 29 | +11  |
| 7    | Black Rhinos              | 42  | 30 | 11 | 9  | 10 | 43 | 41 | +2   |
| 8    | Masvingo United P         | 39  | 30 | 10 | 9  | 11 | 40 | 37 | +3   |
| 9    | Wankie FC                 | 39  | 30 | 10 | 9  | 11 | 34 | 42 | -8   |
| 10   | United Railstars Gwanda P | 38  | 30 | 10 | 8  | 12 | 44 | 44 | 0    |
| 11   | Lancashire Steel FC       | 38  | 30 | 9  | 11 | 10 | 37 | 38 | -1   |
| 12   | Eiffel Flats FC P         | 36  | 30 | 10 | 6  | 14 | 29 | 39 | -10  |
| 13   | Njube Sundowns            | 35  | 30 | 11 | 2  | 17 | 40 | 42 | -2   |
| 14   | Kwekwe Cables P           | 35  | 30 | 10 | 5  | 15 | 31 | 60 | -29  |
| 15   | Sporting Lions FC         | 19  | 30 | 5  | 4  | 21 | 26 | 56 | -30  |
| 16   | Zimbabwe Saints P         | 13  | 30 | 2  | 7  | 21 | 24 | 70 | -46  |

|  | Qualification pour la Ligue des champions 2005                                      |
|  | Qualification pour la Coupe de la confédération 2005                                |
|  | Relégation en deuxième division                                                     |
|  | T : Tenant du titre C : Vainqueur de la Coupe du Zimbabwe P : Promu de Division One |

## Bilan de la saison
| Championnat du Zimbabwe de football 2004 |                                                 |
| Champion                                 | CAPS United (3e titre)                          |
| Coupes et trophées                       |                                                 |
| Vainqueur de la Coupe du Zimbabwe 2004   | CAPS United                                     |
| Qualifications continentales             |                                                 |
| Ligue des champions 2005                 | CAPS United                                     |
| Coupe de la confédération 2005           | Wankie FC                                       |
| Promotions et relégations                |                                                 |
| Promus en National Premier Soccer League | Monomotapa United Chapungu United Buymore FC    |
| Relégués en Division One                 | Kwekwe Cables Sporting Lions FC Zimbabwe Saints |